# Declínio das populações de anfíbios

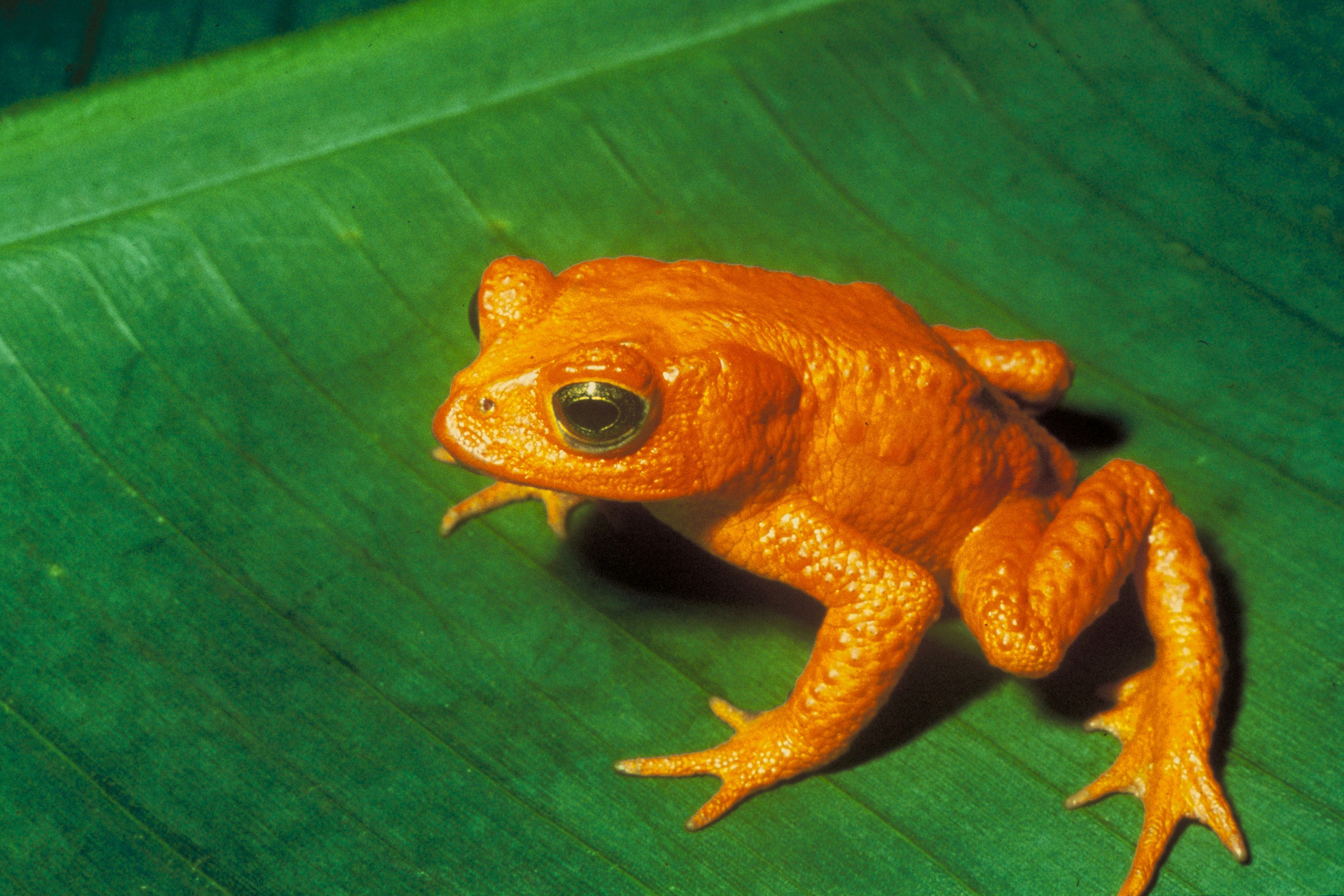
O sapo-dourado (Bufo periglenes), tornou-se num dos primeiros indicadores do declínio anfíbio. Considerado abundante, foi visto pela última vez em 1989. Catalogado pela última vez em números normais em 1987. Em 1988, somente oito machos e duas fêmeas foram encontrados. Em 1989, encontrou-se apenas um macho, sendo este o último registo da espécie.

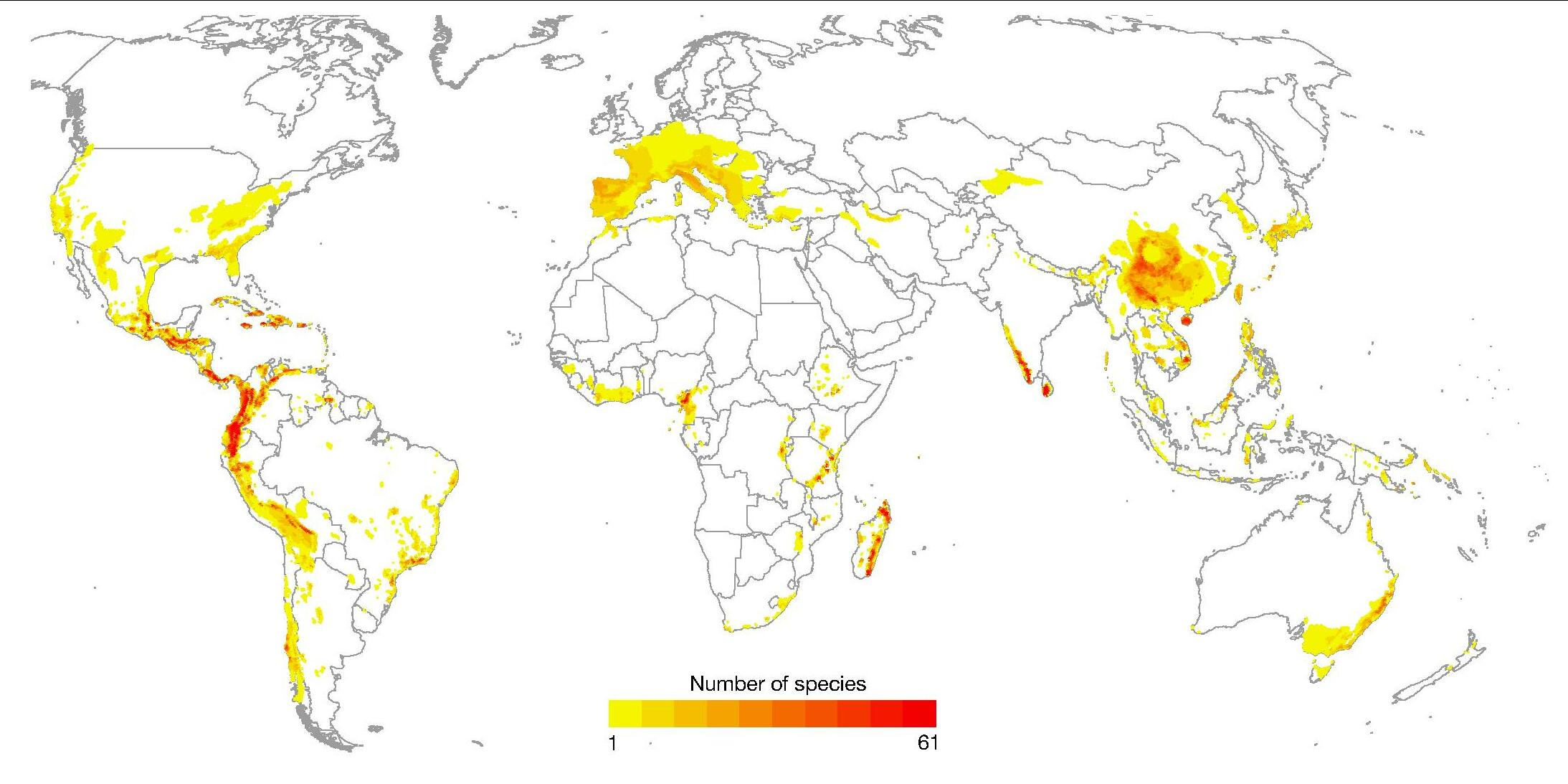
.Distribuição das 2873 espécies de anfíbios globalmente ameaçadas.

Desde o ano de 1980 que se tem registado um dramático declínio das populações de anfíbios em todo o mundo, caracterizado por colapsos nas populações e extinções maciças localizadas. No ano de 1993, as populações de mais de 500 espécies de rãs e salamandras dos cinco continentes apresentavam um declínio na sua população. No seu relatório de 2008, a UICN refere que 23% das espécies de anfíbios está ameaçada ou extinta e que se desconhece o estado de outros 25%. Além disso, 43% do total de espécies têm tido uma diminuição significativa do tamanho das suas populações. Este declínio está a afectar milhares de espécies em todo o tipo de ecossistemas, pelo que se o catalogou como uma das ameaças mais críticas à biodiversidade global.
Os declínios e extinções maciças das populações de anfíbios são um problema global com causas locais complexas. Entre as causas podemos encontrar: aumentos nos índices de radiação ultravioleta (consequência da diminuição da camada de ozono atmosférico), novos predadores nos ecossistemas actuais (espécies introduzidas), fragmentação e destruição de habitat, toxicidade e acidez ambiental, enfermidades emergentes, mudanças climáticas, e interacções entre estes factores.
Inicialmente, os relatórios sobre o declínio de anfíbios não foram tomados em conta por toda a comunidade científica. Alguns cientistas argumentavam que as populações de animais, como a dos anfíbios, variam com o tempo. Hoje em dia já é consensual que ocorreram grandes declínios nas populações de anfíbios de todo o mundo e espera-se que eles continuem a ocorrer.
Dado que a maioria dos anfíbios está exposta tanto a habitats terrestres como aquáticos e dado que a sua pele é altamente permeável, pensa-se que os anfíbios podem ser mais susceptíveis às toxinas do meio ambiente, ou às mudanças nos padrões de temperatura, chuvas e humidade, que outras espécies de vertebrados terrestres. Os cientistas estão a começar a referir-se aos anfíbios utilizando a expressão: canários numa mina de carvão, para referir-se a um indicador da contaminação gerada pela actividade humana.

## Antecedentes
Os anfíbios formam um grupo de organismos vertebrados com cerca de seis mil espécies conhecidas, que incluem rãs, sapos, salamandras ou tritões e ápodos ou cecílias, que existem há aproximadamente 300 milhões de anos, e só entre os anos 1970 e 2000 se crê que cerca de 168 espécies tenham sofrido extinção e pelo menos 2 469 (43%) espécies apresentem um declínio na sua população, indicando que provavelmente o número de espécies ameaçadas continue a aumentar. Uma convenção internacional de biólogos realizada no ano de 2004 indicou que 32% das populações de anfíbios de todo o mundo estão em risco de extinção (representando 1 856 espécies), e mais de 120 espécies já sofreram extinção desde 1980.
Os declínios têm sido particularmente intensos no oeste dos Estados Unidos da América, América Central, América do Sul e no leste da Austrália. Não obstante, casos de extinções maciças de anfíbios têm aparecido por todo o mundo. As actividades humanas estão a causar uma grande perda na biodiversidade a nível global, parecendo que os anfíbios estão a sofrer um efeito muito maior do que o registado em outras espécies de organismos.
Dado que os anfíbios têm geralmente um ciclo de vida de duas fases, aquático (larvar) e terrestre (adulto), são sensíveis a ambos os efeitos ambientais, terrestres e aquáticos. Devido ao facto de a sua pele ser altamente permeável, podem ser mais susceptíveis às toxinas existentes no meio ambiente do que outros organismos como as aves ou os mamíferos. Muitos cientistas acreditam que os anfíbios servem como indicadores do estado dos ecossistemas (indicadores biológicos) e que o declínio nas  populações e espécies de anfíbios, é um claro indicativo de que outros grupos de animais e plantas pronto estarão também sob risco.
Os declínios nas populações de anfíbios foram amplamente reconhecidos pela primeira vez nos finais da década de 1980, quando uma assembleia de herpetólogos relatou haver detectado decréscimos nas populações em todo o planeta. Entre estes declínios, encontra-se o caso do sapo-dourado de Monteverde, Costa Rica, uma espécie que se considerava proeminente. O sapo-dourado, Bufo periglenes, era tema de investigação científica, até que de repente, a sua população começou a diminuir em 1987 e desapareceu completamente em 1989. Outras espécies em Monteverde, incluindo a rã-arlequim de Monteverde, Atelopus varius, também desapareceu ao mesmo tempo. Porque estas espécies se encontravam distribuídas numa reserva natural, e esta extinção não podia estar relacionada com as actividades humanas da zona, este facto gerou uma particular preocupação entre os cientistas.

## Flutuações naturais ou declínio problemático?
Em finais da década de 1980, quando o declínio das populações de anfíbios foi apresentado como um tema de maior interesse para a conservação de espécies, alguns cientistas mostraram-se incrédulos ante a realidade e gravidade que apresentava a problemática de conservação destas espécies. Alguns biólogos argumentaram que as populações da maioria dos organismos, anfíbios incluídos, variam naturalmente. Eles argumentavam que a falta de informação a longo prazo sobre as populações de anfíbios faziam com que fosse difícil determinar se os declínios relatados pelos biólogos eram dignos de recursos e esforços de programas de conservação.
No entanto, e após este cepticismo inicial, os biólogos chegaram a consenso que os declínios nas populações de anfíbios são uma real e severa ameaça para a biodiversidade. Este consenso surgiu com o incremento do número de estudos que monitorizavam as populações de anfíbios e a observação directa da mortalidade maciça em lugares que careciam de causas aparentes, e o conhecimento de que o declínio nas populações de anfíbios é verdadeiro a nível global.

## Potenciais causas do declínio
Existem muitas hipóteses sobre o recente declínio, mas no geral são separadas em dois grupos principais, baseados na investigação de Collins e Storfer:
O primeiro grupo inclui factores gerais relacionados com a crise de biodiversidade: destruição, modificação e fragmentação de habitats, introdução de espécies e exploração excessiva. Para estas ameaças, têm-se uma melhor compreensão dos declínios de anfíbios, subjacentes aos mecanismos ecológicos. No entanto, as populações de anfíbios têm sofrido declínios em ambientes naturais remotos sem perturbações aparentes. O segundo grupo de factores, mais complexos, que estão potencialmente relacionados com o declínio, é: mudanças climáticas, aumento da radiação UV-B, contaminantes químicos, doenças infecciosas emergentes e deformações ou malformações. Os mecanismos subjacentes a estes factores são complexos e podem estar em sinergia com os factores do primeiro grupo, tais como a destruição de habitats e introdução de espécies, exacerbando os resultados.
Os investigadores chegam à conclusão que não existe apenas uma única causa para o declínio global. Todos os factores acima expostos estão a ameaçar populações de anfíbios, em maior ou menor grau. Muitas das causas do declínio são bem compreendidas e explicadas e parecem afectar outros grupos de organismos para além dos anfíbios.

### Destruição e fragmentação do habitat
Alteração do habitat
A alteração e a destruição de habitats é, claramente, o factor mais dramático que afecta as populações de anfíbios em todo o mundo. Porque os anfíbios geralmente necessitam de habitats tanto terrestres como aquáticos para sobreviver, a ameaça a qualquer de um dos dois tipos de habitat pode afectar a sua população. Portanto, os anfíbios podem ser mais vulneráveis a alterações de habitat que os organismos que requerem somente um tipo de habitat.
Fragmentação de habitat
A fragmentação de habitat tem lugar quando os habitats são isolados por modificações de carácter físico, como por exemplo, quando uma pequena área de um bosque é completamente rodeada por campos de agricultura. As pequenas populações que sobrevivem nestes habitats fragmentados ficam também susceptíveis à endogamia, deriva genética ou extinção, devido a pequenas flutuações no meio ambiente.

### Introdução de espécies

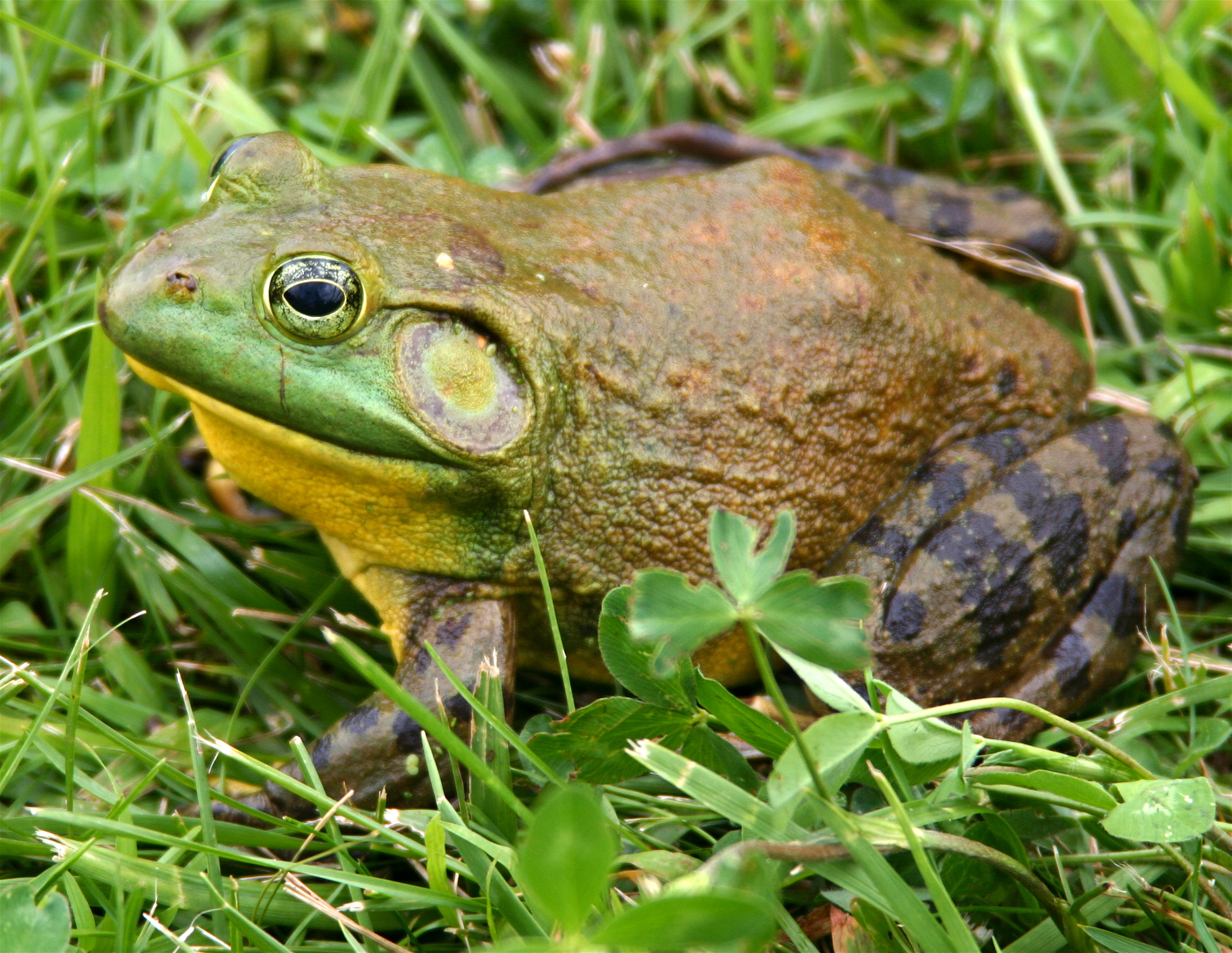
Rã-touro-americana, que escapou de criações no mundo todo, causando desequilíbrios. Na Amazônia, são predadoras de pequenas pererecas, e já existem programas para acabar com sua população não-nativa, como o incentivo à caça

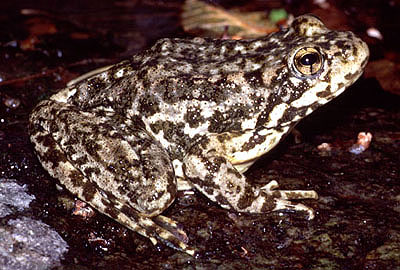
Rana muscosa, actualmente em perigo crítico segundo a Lista Vermelha da IUCN. Encontra-se ameaçada devida à introdução de espécies exóticas de truta nos lagos que conformam o seu habitat.

Os predadores e competidores não nativos estão a afectar a sobrevivência das rãs e de outros anfíbios nos seus habitats naturais. Tem-se detectado um declínio na população da espécie Rana muscosa, que habita os lagos da Sierra Nevada, nos Estados Unidos da América, devido ao aumento de peixes não nativos (trutas) criados para a pesca recreativa. Grande número de rãs em desenvolvimento e também os girinos, sofrem predação destes peixes. Esta interferência no ciclo de três anos de metamorfose das rãs está a causar diminuição da população em todo o ecossistema.

### Sobre-exploração
Os anfíbios são removidos dos seus habitats naturais e vendidos internacionalmente como alimento, como animais domésticos ou para abastecimento de mercados medicinais e biológicos.
Anfíbios como alimento
A principal forma de uso dos anfíbios como alimento são as patas de rã. As patas de rã são muito populares na Europa, Canadá e Estados Unidos da América. Durante a década de 1990, a Europa importou seis mil toneladas de patas de rã por ano. Entre 1981 e 1984, os Estados Unidos da América importaram mais de três milhões de quilogramas de carne de rã por ano. Isto é aproximadamente o equivalente a 26 milhões de rãs.
A Ásia é o segundo maior mercado de consumo de rãs a nível mundial, onde a espécie mais consumida é a Hoplobatrachus rugulosus. Num só ano, mais de seis milhões de Hoplobatrachus rugulosus foram importados para Hong Kong a partir da Tailândia. Presume-se que todas estas rãs estão sendo colectadas de seus ambientes naturais; dado o número de rãs colectadas, a continuar-se esta prática, poderiam aniquilar-se as populações selvagens restantes desta espécie em pouco tempo.
Outra espécie sobre-explorada para satisfazer o mercado alimentar é a Rana draytonii, que habita nos Estados Unidos da América, a oeste da Califórnia. Esta espécie encontra-se actualmente sob protecção do governo federal, assinalada como espécie ameaçada e já não é recolectada, mas as suas populações permanecem em perigo dada a competição gerada por outras espécies introduzidas.
Segundo um estudo, são consumidas todos os anos mil milhões de rãs selvagens em todo o mundo.
Anfíbios como animais de estimação

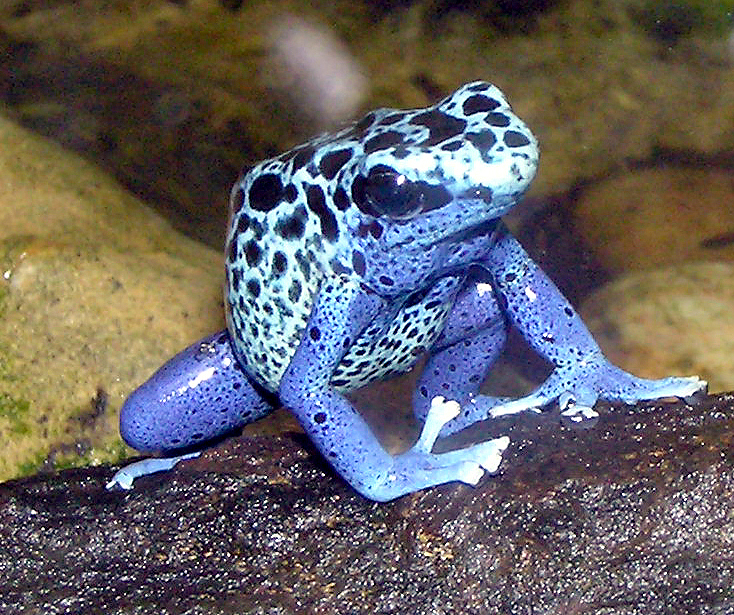
A rã da espécie Dendrobates azureus é sobre-explorada para venda em lojas de animais de estimação. Encontra em estado vulnerável, segundo a Lista Vermelha da IUCN.

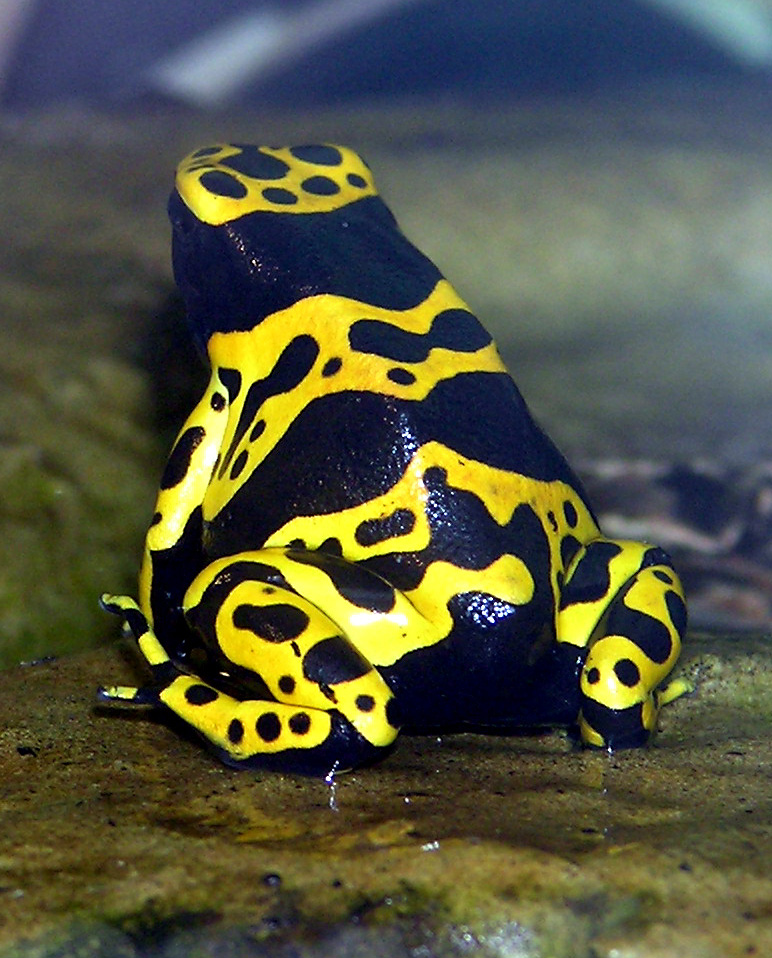
A espécie Dendrobates leucomelas é uma das mais populares nas lojas de animais de estimação. Encontra-se em estado vulnerável, tal como a Dendrobates azureus.

Os anfíbios são, de longa data, populares animais de estimação. É vulgar crianças de todas as idades recolherem girinos de charcos e lagoas próximas para criá-los em casa e observar o processo de metamorfose através do qual estes se convertem em rãs ou sapos. A captura de anfíbios tem crescido em popularidade nos últimos anos, não se tratando somente de recolecção efectuada por crianças e para os fins antes descritos. Muitos anfíbios são vendidos em lojas de animais de estimação, com clientes que pagam altos preços por rãs de cores brilhantes e chamativas. Um exemplo é a rã da espécie Conraua goliath, a maior rã do mundo, que só se encontra num número reduzido de rios dos Camarões e da Guiné Equatorial, na África Ocidental.
Anfíbios na educação e na investigação
Escolas de vários graus de ensino, e em variados países, incorporam nos seus currículos escolares aulas de dissecção de anfíbios, como matéria de estudo e introdução à biologia. O baixo custo e disponibilidade das rãs transformam-nas em candidatas ideais para tal efeito. Nos Estados Unidos da América, as espécies mais utilizadas para este fim são as das espécies Rana pipiens e Rana catesbeiana. Necturus maculosus, uma espécie de salamandra, também é frequentemente utilizada em laboratórios das faculdades de Biologia.
Anfíbios na medicina
É difícil determinar se o uso dos anfíbios na medicina está a ter um efeito adverso nas suas populações naturais. Por contrário, o recente interesse suscitado pela descoberta e estudo da variedade de compostos produzidos por anfíbios por causa das suas propriedades farmacológicas podem ter efeitos benéficos na conservação.
As culturas asiáticas consideram os anfíbios extremamente importantes para seu uso medicinal. Crê-se que muitas partes de certos anfíbios tenham propriedades curativas e afrodisíacas. Dois exemplos comuns de anfíbios vendidos para as companhias médicas chinesas e drogarias, são os oviductos dissecados de Rana chensinensis e a pele de alguns sapos.
Muitos sapos do género Bufo produzem uma toxina chamada bufotenina que tem propriedades alucinogénicas. Outra toxina, como é o caso da 5-metoxidimetiltriptamina (5-MeO-DMT), produzida pela espécie Bufo alvarius, também tem este tipo de propriedades, havendo registos que era utilizada por comunidades pré-colombianas para fins rituais. Por causa das propriedades farmacológicas destas toxinas, algumas espécies são recolectadas. A extracção das toxinas não implica necessariamente que se tenha que matar os animais, mas é certo que o processo de recolecção está a afectar as suas populações negativamente.

### Contaminantes químicos
Existe uma clara evidência de que os agentes contaminantes químicos estão a causar o desenvolvimento de deformidades nas rãs (membros extra, olhos malformados, etc). Os agentes contaminantes têm efeitos variáveis nas rãs. Alguns provocam alterações no sistema nervoso central, outros como o herbicida atrazina causam uma alteração na produção e secreção de hormonas. Estudos experimentais têm demonstrado que a exposição a certos herbicidas como o Roundup, da empresa Monsanto, ou insecticidas como o malathion ou carbaryl, têm um alto impacto na mortalidade de girinos. Estudos adicionais indicam que nas etapas terrestres dos anfíbios adultos, estes são também suceptíveis ao Roundup, particularmente ao POEA, que é em si mesmo um agente tensoactivo e não um pesticida.
Apesar de a maioria dos efeitos dos pesticidas ser geralmente localizada e restrita às áreas próximas onde se faz agricultura, existem evidências obtidas nas montanhas da Serra Nevada, no oeste dos Estados Unidos da América, de que os pesticidas podem viajar grandes distâncias até zonas virgens, como por exemplo o Parque Nacional de Yosemite na Califórnia. Algumas das evidências apontam o ozono como possível factor contribuinte para o declínio mundial das populações de anfíbios.

### Doenças

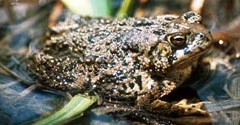
O sapo da espécie Bufo baxteri, relativamente comum em 1950, experimentou um acentuado declínio durante a década de 1970 e julgou-se extinto em 1980. A espécie foi redescoberta em 1987, no lago Mortenson. A IUCN considera-o como extinto no seu habitat natural.

Um número de doenças têm sido relacionadas com a mortalidade acentuada ou com o declínio nas populações de anfíbios, como as provocadas pela bactéria Aeromonas hydrophila e por vírus do género Ranavirus (Iridiviridae). Doenças como a quitridiomicose e a provocada pelo agente patogénico denominado Anuraperkinsus também foram relacionados. Todavia, não fica ainda clarificado o porquê de estas doenças terem começado a afectar repentinamente as populações de anfíbios, mas existe alguma evidência que sugere que estas doenças foram disseminadas pelos humanos ou tornaram-se mais virulentas quando em combinação com outros factores ambientais.
Tremátodos
Existe suficiente evidência sobre a contribuição no desenvolvimento de anormalidades e declínios nas populações de anfíbios, provocados por parasitas platelmintos da classe Trematoda. Estes tremátodos (do género Ribeiroia) têm um complexo ciclo de vida, com três espécies de hospedeiros. O primeiro inclui um número de espécies aquáticas de caracóis. Os tremátodos, nas suas etapas larvares iniciais, transmitem-se aos girinos, onde as metacercárias se enquistam, gerando protuberâncias nos membros. Estes ciclos de vida provocam anormalidades nas rãs pós-metamórficas, incluindo perda ou número extra de membros. Estas anormalidades ou malformações incrementam a predação de rãs por parte de aves aquáticas, o hospedeiro final dos tremátodos.
Quitridiomicose
Em 1998, seguindo uma pista relativa a mortes de rãs em grande escala, equipas de investigação na Austrália e América Central, chegaram a resultados idênticos: uma espécie de fungo patogénico sem descrição prévia, Batrachochytrium dendrobatidis. Hoje se sabe que muitas das extinções de anfíbios na Austrália e Américas estão ligadas à acção deste fungo, pertencente a uma família de fungos sapróbios da divisão Chytridiomycota, que geralmente não são patogénicos.
Esta doença causada pelo fungo Batrachochytrium dendrobatidis é chamada de quitridiomicose. As rãs infectadas com esta doença geralmente mostram lesões na pele e hiperqueratose, e crê-se que a morte é causada porque o fungo torna impossível a respiração dos anfíbios através da pele. O tempo, desde a infecção até à morte, pode variar entre uma ou duas semanas, segundo provas experimentais.
Investigações subsequentes estabeleceram que o fungo está presente na Austrália desde pelo menos 1978, e na América do Norte desde 1970. O primeiro registo conhecido de infecção fúngica em rãs foi na espécie africana Xenopus laevis. Dado que as espécies do género Xenopus são vendidas em lojas de animais e utilizados em laboratórios de todo o mundo, é possível que o fungo tenha sido importado de África para as Américas.
Em 2007 uma equipa de investigadores da Universidade de Otago, em Dunedin, Nova Zelândia, anunciou que rãs banhadas com cloranfenicol tornam-se resistentes à quitridiomicose.
O Batrachochytrium dendrobatidis infecta um amplo espectro de espécies de anfíbios, cerca de 387 numa contagem efectuada no ano de 2009.
Aeromonas hydrophila
O agente patogénico bacteriano Aeromonas hydrophila foi isolado a partir da rã da espécie Rana muscosa, no Parque Nacional Kings Canyon (Califórnia, Estados Unidos da América) e crê-se que seja o responsável pelas mortes em massa ocorridas em 1979, assim como pela mortalidade registada na espécie Bufo boreas.

### Mudanças climáticas

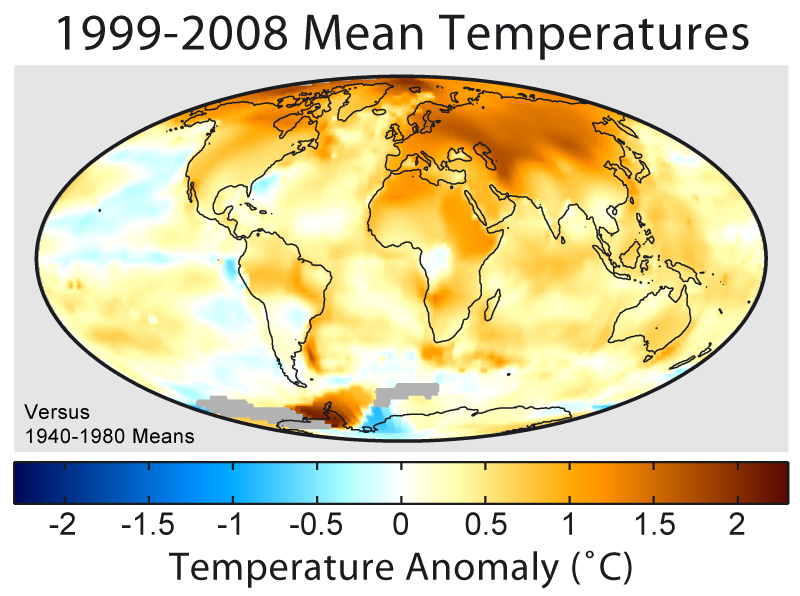
Anomalia na temperatura média, no período 1995 - 2004.

Uma grande quantidade de ecossistemas está a ser destruída a um ritmo elevado, diminuindo a disponibilidade de habitats. Os agentes contaminantes afectam indirectamente as rãs e outros anfíbios, devido à diminuição da camada de ozono, fazendo com que a radiação solar danifique as suas delicadas e húmidas peles, afectando também o seu sistema imunitário. A permeabilidade da pele dos anfíbios, os seus ciclos de vida com duas fases e seus ovos sem casca protectora, tornam os anfíbios extremadamente susceptíveis a pequenas modificações da temperatura e níveis de humidade.
Os mecanismos inerentes à hipótese das mudanças climáticas apresentam maior dificuldade e complexidade em seu entendimento. As mudanças globais podem afectar uma região directamente ou desencadear uma série de eventos que tenham efeito numa região afastada do foco da mudança. As hipóteses de mudanças globais são intrinsecamente complexas, causando impacto em indivíduos e populações, directa ou indirectamente, e podem demorar anos ou décadas até que se manifestem.
O aquecimento parece ser a causa da maturação ou reprodução prematura por parte de algumas espécies de anfíbios de climas temperados, deixando as espécies susceptíveis aos efeitos climáticos que acontecem em estações onde elas deveriam estar em processo de hibernação.
Uma série de estudos realizados na região dos trópicos revelou uma relação causal entre irregularidades climáticas e declínios populacionais. No Brasil, registou-se a extinção de cinco espécies de sapos em consequência de uma série de geadas. Também no Brasil, detectaram-se declínios nas populações de anfíbios relacionados com invernos mais secos. No Porto Rico, relacionou-se o acentuado declínio na população da espécie Eleutherodactylus coqui com o crescente número de extensos períodos secos (baixa quantidade de precipitação, com menos de 3 mm). É também o caso da extinção do sapo da espécie Bufo periglenes, e do declínio de outras espécies de rãs da zona, associadas com uma frequência irregular do índice de humidade da neblina dos bosques tropicais de Monteverde.
Outros estudos revelaram que em dias extremamente secos, reduz-se a profundidade dos charcos onde algumas espécies de anfíbios depositam os seus ovos. A diminuição da profundidade aumenta a exposição dos embriões a radiação UV-B, aumentando a suceptibilidade a doenças infecciosas como a que é provocada por Saprolegnia ferax, que causa a mortalidade dos ovos.

### Radiação UV-B

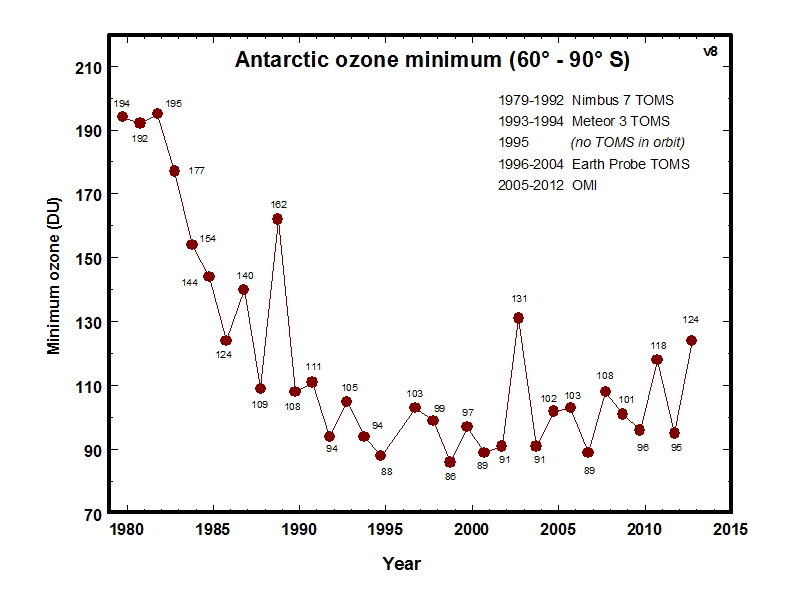
Ponto mais baixo dos níveis anuais de ozono registados pelo Total Ozone Mapping Spectrometer, na camada de ozono sobre a área antártica.

Os níveis da radiação UV-B na atmosfera têm aumentado significativamente nas últimas décadas. Os investigadores têm verificado que a radiação UV-B pode matar os anfíbios directamente, causar efeitos secundários, tais como taxas de crescimento retardadas, disfunções imunitárias e trabalhar em conjunto com os contaminantes, os agentes patogénicos e as mudanças climáticas, potenciando o declínio.
Existem três tipos de radiação ultravioleta: UV-A (315-400 nm), UV-B (280-315 nm) e UV-C (200-280 nm). A maioria das moléculas biológicas absorve em comprimentos de onda correspondentes à radiação UV-A, e a maioria da radiação UV-C é absorvida pelo ozono estratosférico. No entanto, a radiação UV-B é particularmente danosa para os organismos vivos.
Tem se detectado um notável incremento da radiação UV-B devido às mudanças climáticas e à redução do ozono estratosférico. Os anfíbios são extremadamente susceptíveis à radiação UV-B dado que os seus ovos carecem de casca, e a sua pele, tanto a dos especímenes adultos como a dos juvenis, é delgada e delicada. É altamente provável que os incrementos na radiação UV-B tenham contribuído significativamente para o declínio das populações de anfíbios.
Investigações levadas a cabo em mais de dez espécies de anfíbios, encontram uma enzima responsável pelas reparações por danos no ADN face à radiação UV. Experiências de laboratório em ovos da salamandra Ambystoma gracile mostram uma clara evidência de que estes são susceptíveis à radiação UV-B. É provável que as espécies de anfíbios com maior actividade enzimática (fotoliase), possam reparar o dano induzido no ADN pela radiação UV, com mais eficácia que outras espécies com menor actividade enzimática deste tipo.

### Deformidades e malformações
Tem havido recentemente um aumento e uma ocorrência extensa de deformidades (ou de malformações) nas populações naturais de anfíbios, de tal modo que este facto se classificou recentemente como um problema ambiental relevante.
No Verão de 1995, um relatório elaborado por parte de um professor de uma instituição de ensino em Le Sueur, Minnesota, sobre raras deformidades em rãs-leopardo, levou a uma investigação da agência de controlo de poluição do Minnesota. Os resultados mostraram que entre 30% e 40% das rãs da região apresentavam malformações. Seguidamente, os biólogos descobriram que as deformidades não tinham lugar somente em Minnesota, isto porque estavam a sair relatórios que evidenciavam a existência de deformidades em massa em populações de anfíbios de todo o mundo.
Houve grandes debates acerca das causas destas deformidades nos anfíbios no seu meio ambiente natural, tendo-se concluído que tais causas são difíceis de determinar. É muito fácil induzir deformidades nos embriões criados em laboratórios. No entanto, estas deformidades nem sempre concordam com as observadas nos habitats dos anfíbios em questão. Também é difícil determinar se os índices de deformações nas populações aumentaram nos últimos anos ou se o aumento de ocorrências relatadas se deve a uma maior atenção por parte dos cientistas.
Apesar desta falta de certezas, uma coisa torna-se clara: as deformidades, assim como o declínio das populações de anfíbios, são provavelmente o resultado de múltiplas causas, todas relacionadas com os danos produzidos pelas actividades humanas no meio ambiente. A hipótese original explica que o aumento das deformidades nos anfíbios pode ser causada pelo aumento dos níveis de radiação ultravioleta (UV), dos contaminantes químicos e das infecções parasitárias.

### Aumento do nível de ruído
Os sapos e rãs possuem comportamento altamente vocal. Especialmente durante as épocas de reprodução, fazem uso de vocalizações. Tem-se sugerido que aumentos do nível de ruído, provocados por actividades humanas, possam estar a contribuir para declínio de populações. Num estudo efectuado na Tailândia, o aumento de ruído ambiental provocou aumentos de vocalização nalgumas espécies e diminuições noutras. Este facto, no entanto, não tem sido geralmente visto como uma causa para o declínio global.

## Estratégias de conservação

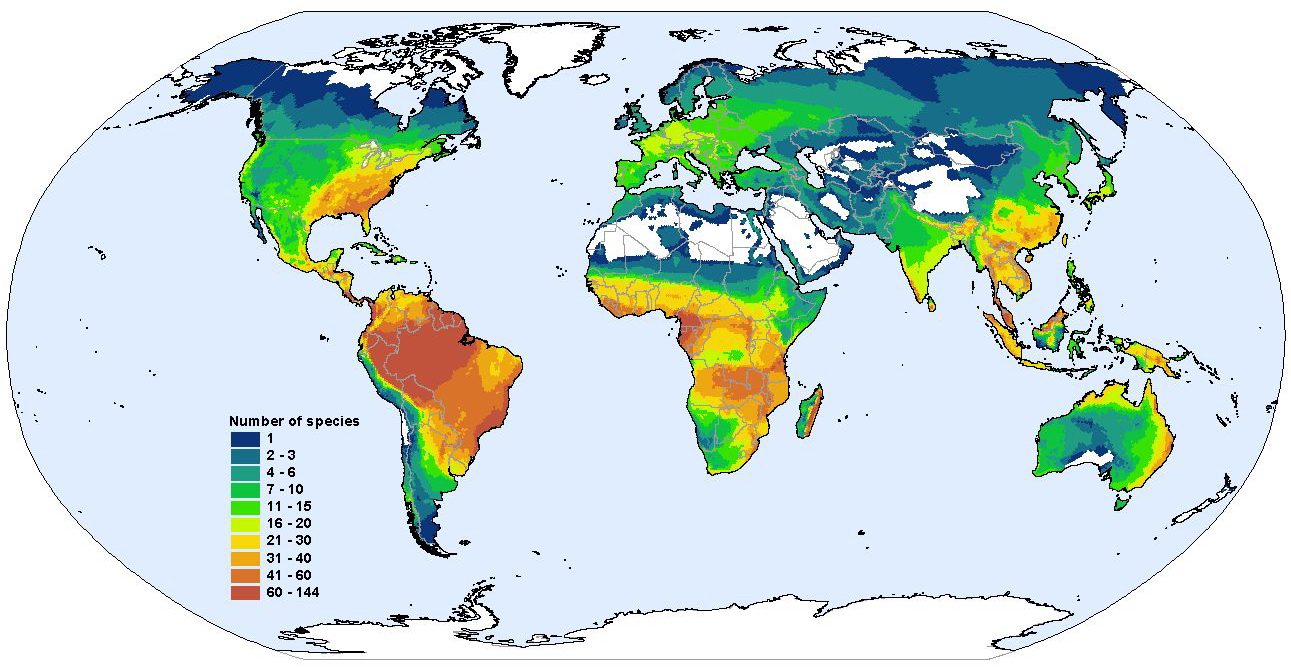
Distribuição global das espécies de anfíbios

Como resposta à pergunta sobre o que se pode fazer para salvar os anfíbios, o Global Amphibian Assessment criou um plano de acção para a conservação dos anfíbios. Este plano de conservação resume-se a quatro pontos que devem ser levados a cabo imediatamente:
- Melhorar o entendimento das causas dos declínios e das extinções;
- Documentar a diversidade de anfíbios e como esta muda ao longo do tempo;
- Desenvolvimento e implementação de programas de conservação de longo prazo;
- Dar respostas de emergência a crises imediatas.

Existem mecanismos de reverter, diminuir ou prevenir os declínios das populações de anfíbios. Estes mecanismos podem-se dividir em dois tipos básicos. O primeiro, relaciona-se com a gestão de habitats ocupados pelas espécies e o segundo é relativo a actuações especificamente direccionadas às espécies em si.
No primeiro caso destaca-se a protecção de habitats, visto que a perda e degradação de habitats estão a afectar 89% das espécies de anfíbios ameaçadas. Na maioria destas espécies, requer-se conservação do habitat para assegurar a sua sobrevivência. Salvaguardar os sítios-chave dos anfíbios ameaçados é a prioridade mais urgente para a sobrevivência de muitas espécies. Também se destaca a remoção de espécies não nativas. Esta remoção está a levar-se a cabo em lugares onde estas ameaçam as espécies nativas, obtendo assim a sustentabilidade e paulatina recuperação das populações de anfíbios nas regiões em causa.
No segundo caso, existem os programas de criação em cativeiro, que estão a ser levados a cabo em parques zoológicos. As espécies assim criadas poderão ser utilizadas em posteriores reintroduções no seu meio ambiente natural. Finalmente, através da execução de programas de reintrodução de espécies de anfíbios nos seus habitats naturais, existe a esperança de que novas populações possam ser estabelecidas. O objetivo da reintrodução é o de restabelecer populações protegidas e duradouras de anfíbios no seu meio ambiente natural, onde somente a diminuição da ameaça destes seja pouco provável que dê lugar à recuperação das suas populações.

### Projecto Amphibian Ark
Em 16 de Fevereiro de 2007, cientistas de todo o mundo reuniram-se em Atlanta, Estados Unidos da América, para dar início à formação de um  grupo chamado the Amphibian Ark, com objectivo de salvar mais de 6000 espécies de anfíbios da extinção.

## Estado actual das populações de anfíbios

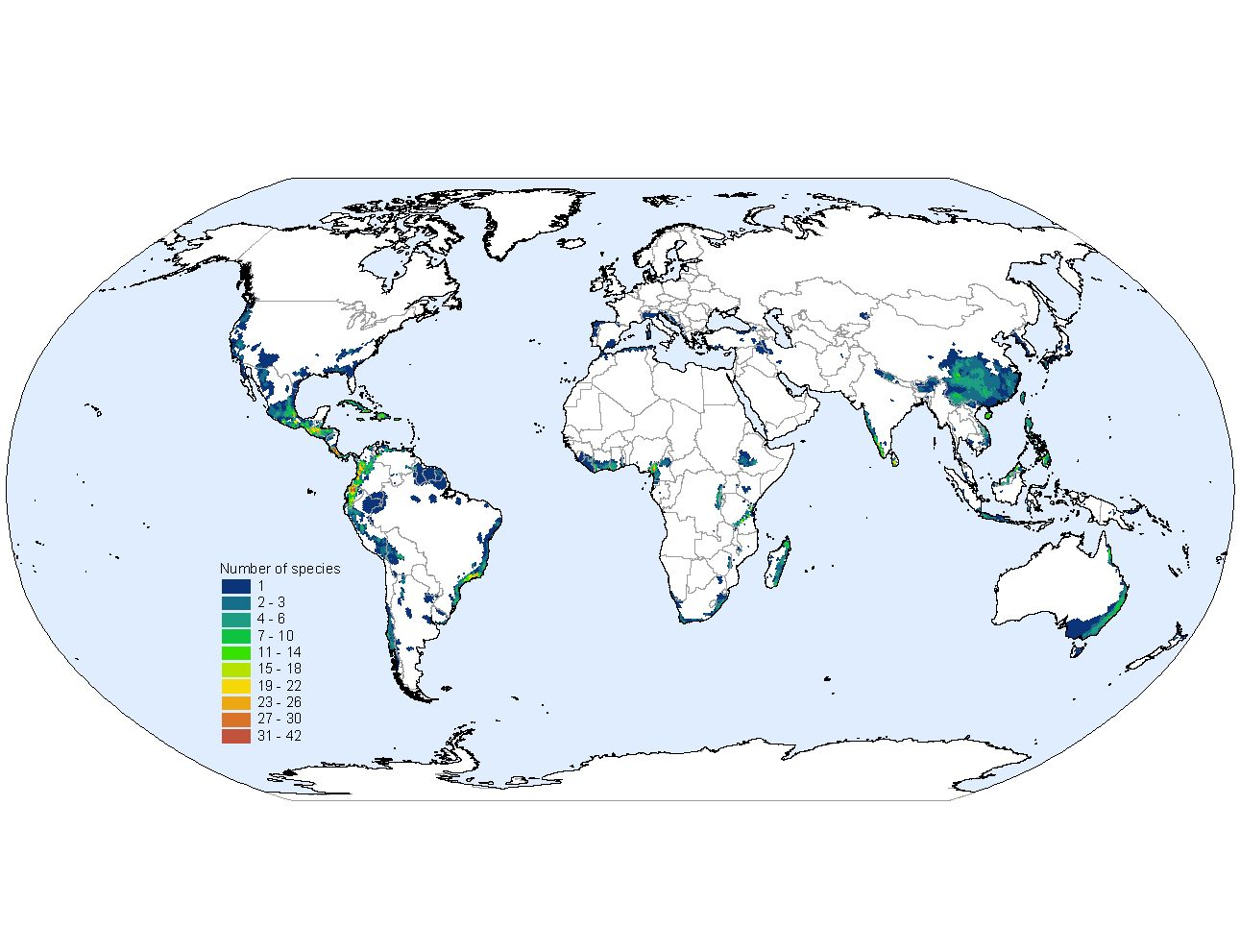
Distribuição global de espécies de anfíbios em perigo

Com os dados recolhidos pelo Global Amphibian Assessment, até princípio do ano de 2008, estima-se que:
- Cerca de um terço (32%) das espécies de anfíbios encontram-se em perigo de extinção, representando cerca de 2 002 espécies. Em comparação, somente 12% de todas as espécies de aves e cerca de 23% de todas as espécies de mamíferos estão ameaçadas.
- Mais de 159 espécies de anfíbios podem estar extintas. Sabe-se que pelo menos 38 espécies de anfíbios se encontram extintas, uma espécie se encontra extinta no seu ambiente natural e pelo menos 120 espécies não têm sido avistadas nos últimos anos e possivelmente encontram-se extintas.
- Pelo menos 42% de todas as espécies de anfíbios apresentam um contínuo declínio nas suas populações, indicando que o número de espécies ameaçadas provavelmente irá aumentar no futuro. Em contraste, menos de 1% das espécies apresentam incrementos nas suas populações.
- O maior número de espécies ameaçadas está nos países da América Latina, como a Colômbia (214), México (211) e Equador (171). No entanto, os níveis mais altos de espécies ameaçadas encontram-se no Caribe, onde mais de 80% dos anfíbios estão em perigo de extinção, nomeadamente na República Dominicana, Cuba e Jamaica, alcançando um pico de 92% no Haiti.